# Дмитриевская башня
Дмитриевская (Дмитровская) башня — проездная башня Нижегородского кремля, выходящая на площадь Минина и Пожарского. Считается главными воротами крепости; является неофициальным символом Нижнего Новгорода. Современный облик в русском стиле получила в 1895 году.

## Строительство
С первой половины XVI века на Руси происходила перестройка старых крепостей. Новый Нижегородский кремль был заложен в 1500 году, а его форсированное строительство велось с 1508—1509 гг. Предположительно, строительство полностью было завершено только после 1516 года.
В кремле насчитывалось 13 башен, центральной из которых стала Дмитриевская. Она получила своё название или в честь князя Дмитрия Константиновича, или, по другой версии, от церкви во имя святого великомученика Димитрия Солунского, построенной князем Дмитрием перед башней в 1378 г. Первое известное упоминание о постройке Дмитровской башни имеется в Хронографе 1617 г.:

«…в лето 7018 [1509] сентября в 1 день заложили Новгород Нижний каменной стрельницу Дмитриевскую».
Позже в нижегородских летописях произошло объединение этого сообщения с другим, сообщающим о прибытии в город мастера Петра Фрязина, для копки рва под каменную стену. В итоге получилось, что Пётр Фрязин пристроил к уже стоявшей башне XIV в. каменную стену длиной в 7 вёрст. Причём это длина внешнего укрепления Нижнего Новгорода — Большого острога.
Следующее упоминание о башне было сделано в июле 1540 года:

«в Нижнем Новгороде была гроза великая… от сего на Дмитриевских воротах кровля сгорела».

## Архитектура
Имея сходство с остальными квадратными проезжими башнями кремля, Дмитровская башня, как предполагают, имела, как Ивановская башня, дополнительную надстройку. На это указывает опись 1732 года: 

«…В Дмитриевских воротах… в верхней башне три стены отщепило».
Поэтому в башне было минимум 4 и максимум 5—6 боевых ярусов. Не исключено, что над её деревянной шатровой кровлей возвышалась и дозорная вышка. Дмитровская башня единственная в кремле имела дополнительное каменное укрепление: арочный мост с предмостным укреплением — отводной башней (см. ниже). Сухой ров глубиной от 2,5 до 4 м и шириной примерно 25—30 м имелся как перед самой башней, так и окружал отводную. Предполагают, что ров в районе Дмитровской башни мог иметь отдельные углублённые участки, заполненные грунтовыми водами или же здесь просто скапливалась вода, как в самом низком участке всего рва (см. в основной статье).
Нижний ярус башни был полностью погружён в сухой ров, а две бойницы этого уровня, расположенные ближе к пряслам (стенам), вместе с бойницами в дополнительных боковых казематах прясел, представляли собой нижний или подошвенный бой. Перекрытием этого яруса в Дмитровской башне служит цилиндрический свод.
Второй ярус — это ворота или проезд. Уровень пола проезда соответствовал поверхности земли внутри кремля и перед рвом. На этом же уровне находился проезд моста и отводной башни. Проезд башни имел возможность перекрываться тремя створчатыми воротами, двумя опускными решётками — герсами и, как предполагают, — подъёмным мостом. Но ряд фактов указывают, что подъёмного моста могло и не быть. Так, к башне вплотную примыкает каменный мост, на фасаде не было обнаружено никаких свидетельств существования подъёмного моста, да и сам фасад оформлен под створчатые ворота, что, возможно, не является следствием перестройки, а сохранилось с древности. В таком варианте башня будет иметь четыре створчатых ворот. Но в описании говорится только о двух воротах, частично обитых котельным (листовым) железом. То есть, или часть ворот к тому времени была сломана, или их вообще никогда не навешивали. В боковых стенах проезда имелось по две боевых печуры с бойницами. По одной — в помещении проезда и ещё по одной — в изолированных от проезда боковых казематах. А сам проезд находился под обстрелом внутренних угловых бойниц, которые были направлены из тех же изолированных казематов. Все секции проезда этого яруса, вероятно, также перекрывали кирпичные цилиндрические своды и циркульные арки.
На третьем ярусе башни располагались механизмы подъёма герс и подъёмного моста (если он существовал). С этого уровня имелся выход на стены. Перекрытие между третьим и четвёртым ярусами было из дерева. Четвёртый ярус, о котором известно достоверно, представлял собой бой с зубцов. В древности боевые окна между зубцами закрывались дощатыми заслонками со смотровыми щелями в них. В части самих зубцов размещались малые боевые окошки. Деревянные ставни были также и у всех бойниц печур в кремле. Печуры были также оснащены деревянным брусом, гасящим отдачу пищали, и вытяжкой для удаления пороховых газов.
Внутренние помещения башни соединялись внутристенными винтовыми и прямыми лестницами, расположенными в наиболее защищённых от обстрела местах. Попасть в боковые казематы и дальше на третий ярус можно со стороны внутреннего фасада, через два входа, расположенные по обе стороны от проезда. Из правого входа можно также спуститься в первый ярус, расположенный под проездом. Ещё один вход находится в стене проезда, в его внутреннем тамбуре; он ведёт только в один из двух изолированных казематов, которые держали под обстрелом проезд и пространство вдоль прясла. Также боевой ход прясла имеет проход на третий ярус башни. На стену также можно было подняться по каменной лестнице на арках, расположенной слева от башни, в специальной пристройке.
- Юбилейные Мининские дни (300-летие дома Романовых) в мае 1913 года
- Внутренний фасад Дмитриевской башни после перестройки 1895 года
- Он же, современное состояние. Между башней и стеной виден фрагмент крыльца, снесённого в 1950-е годы
- Момент реставрации 1950-х гг.
- Икона в честь святого благоверного князя Юрия Всеволодовича на Дмитриевской башне (2006 год)

### Выносные укрепления
Отводная башня — это второе по времени появления предмостное укрепление на Руси после Кутафьей башни (1516 г.) Московского кремля. Какого-то личного названия она не имела. Позже, в 1697 году, названа как «выводная стена» и «вывод каменный». Башня имела в плане пятиугольную форму (для ликвидации непростреливаемого пространства перед ней) и всего два яруса без перекрытия между ними и крыши. В нижнем был проезд и четыре печуры с бойницами, а сверху, вдоль зубчатого бруствера, проходило гульбище или боевой ход. Со стороны проезда моста башня не имела ворот. Снаружи в башню вели два проезда. Они располагались в обеих боковых стенах и были направлены в противоположные стороны. Это было предусмотрено во избежание опасности прямого прострела моста и ворот Дмитровской башни. Западный проезд закрывался двумя воротами: «подъёмными на кольцах», то есть подъёмным мостом и «затворными». Противоположные ворота, по имеющемуся сообщению, не закрывались, а были «зарублены обрубом и засыпно хрящом (то есть щебнем)».
Есть разные мнения о том, как была устроена нижняя часть отводной башни. Она или стояла на островке, окружённом рвом (и тогда была высотой ровно в два яруса), или на дне рва, как и остальные башни (тогда под проездом у ней должен быть массивный цоколь высотой 4 м). Каменный мост, длиной в 13 сажень (около 23 м), имел три арки, покоящиеся на каменных столбах. По бокам имелись зубчатые парапеты, каждый с семью боевыми окнами.
Дмитровская башня также имела дополнительное дерево-земляное укрепление — обруб или, по-другому, раскат. Их стали строить в XVI—XVII вв. в виде бревенчатых срубов высотой до 4 м, заполненных землёй и щебнем, для размещения мощных орудий. Неизвестно, но, вероятнее, только в XVII в. обруб перекрыл одни из ворот отводной башни. Сообщается и о «новом раскате», который сооружён или обновлён между 1662 и 1697 гг., который С. Л. Агафонов помещает около северо-восточной боковой стороны Дмитровской башни, хотя там нет никаких дополнительных выходов наружу.

## Вооружение
Как центр обороны в верхней части кремля, Дмитровская башня и прясла рядом с ней имели 70 % всей артиллерии кремля. В 1621—1622 гг. там находилось 5 медных пищалей (в том числе одна «казанская»), стрелявших ядрами весом от 0,6 до 1,2 кг. При них состояли 8 пушкарей. В период 1621—1629 гг. у каждой пушки и пищали был свой пушкарь.
В 1663 г. на вооружении башни числилось 63 крепостных ружья и 7 пищалей, из которых самая крупная («медная гладкая… в станке на колёсах») могла вести огонь ядрами весом 1,4 кг.
К 1697 г. Нижний Новгород утратил военное значение. В этом году на «новом раскате у Дмитровских ворот» стояло 9 пищалей и два тюфяка — орудия, стрелявшие дробом. Из-за обветшания башни, часть орудий из неё вынесли на прясла. Обслуживало башню всего два пушкаря.
В 1704 г. на весь кремль приходилось три пушкаря, а в 1705 г. всё годное вооружение из кремля было отправлено в Казань.

## История башни в Новое время

### Перестройка XVIII века
Этот период ознаменовался для башни крупными потерями. С 1782 г. начались её разрушение и перестройка. В первую очередь, в 1782—1783 гг. была произведена разборка моста и отводной стрельницы. А в 1785—1790 гг. проводится полная реконструкция кремля. В это время верхняя часть башни была основательно переделана. Исказилось первоначальное устройство переднего тамбура. Видимо, цилиндрический свод над основным помещением проезда был заменён на более сложный — крестовый. Была более, чем вдвое уменьшена толщина стен выше проезда. На месте бойниц появились прямоугольные окна. Также были срублены на ⅔ высоты зубцы на всех пряслах. Кроме того, в нижних ярусах были произведены переделки, нарушившие систему сообщений между казематами, а рядом с башней со внутренней стороны была разобрана лестница, ведущая на стену. В 1815 г. справа от башни, ближе к Арсеналу, появились дополнительные проломные ворота (сейчас не существуют).
В 1834—1837 гг. был засыпан сухой ров, что понизило высоту Дмитровской башни почти на 6 метров. При этом нижний ярус башни и остатки предмостного укрепления оказались под землёй. В это время башня выглядела как обычный дом. Окна на фасадной стене были снабжены деревянными рамами с наличниками. Имелась низкая покатая железная кровля, на которой на внутреннем скате находились слуховое окно и дымовая труба. Две водосточные трубы по наружным углам здания доходили ради безопасности только до декоративного полувалика. Над проездом, в киоте с далеко выступающим козырьком, помещалась икона. Киот был и на внутреннем фасаде. Рядом с воротами в стене были закреплены два фонаря, а углы в воротах защищали отбойники. Башню белили, а кровля была покрашена в красный цвет (как и во всём кремле).
В конце XVIII — начале XIX века в башне размещались полковые дела, а на самом верху — гарнизонная школа для солдатских детей. В то время вся крепость пришла в плачевное состояние, так как вся её кирпичная кладка обветшала. В 1857 году здание было переоборудовано под архив губернского правления. Архив находился там вплоть до 1867 года. Позже башня долгое время пустовала, всё больше разрушаясь.

### Перестройка 1895 года
В 1894 году была начата новая реконструкция башни. Автором проекта и руководителем реконструкции стал архитектор Николай Султанов, которому было поручено переделать её под художественно-исторический музей. Для этого нужно было вернуть башне её ведущее положение в Кремле. За основу Султанов взял Покровскую башню Новгородского детинца (по А. И. Кирьянову) или Колымажные ворота Московского кремля (по С. Л. Агафонову). Дмитриевская башня при этом снова сильно преобразилась. Она стала выше, получил усиление находящийся над пустым помещением и разрушающийся пол проезда. Выше проезда было устроено одно помещение высотой в бывших два яруса, которое освещалось двумя рядами больших окон, которые появились на месте изначальных бойниц в печурах и бойниц между зубцов, а также стеклянным фонарём на крыше. Те окна, которые заменили бой с зубцов, были оформлены под нависающие машикули. Бой с зубцов уже пятого яруса стал имитировать окружающий крышу парапет, оформленный под мерлоны западноевропейского типа, которые, впрочем, являются просто декоративными, так как их нижние проёмы устроены на уровне покатой крыши и являются водостоками. Устроенного на открытой верхней площадке стеклянного фонаря, по замыслу, не должно было быть видно из-за парапета. Пирамидальная часть крыши над фонарём получила покрытие в виде металлической чешуи и рёбрами из труб, усложнённых нанизанными на них дисками. На передней и задней сторонах крыши расположено по паре слуховых окон. Верхушку венчал двуглавый орёл в стиле государственного герба Ивана III, при котором началось строительство каменного кремля. В киоте над входом была установлена икона святого великомученика Дмитрия Солунского. Со внутренней стороны, на углах, за парапетом, поднимались две дымовые трубы.
Вход в музей осуществлялся с украшенного арками крыльца, выступающего вперёд от кремлёвской стены, слева от башни. От него по пробитому проёму в стене поднималась лестница, которая соединялась с застеклёнными «сенями» — галереей, устроенной сзади башни. Подъём и сени имели железную крышу. Выхода с сеней на прясла не было — на обоих торцах имелись только окна. Отрезок лестницы, идущий по стене венчался маленькими декоративными зубцами. Ряд таких же зубцов появился и над проломными воротами около Арсенала. Само помещение музея занимало два этажа без перекрытия между ними. Но имелась галерея с перилами, идущая вдоль стен, на которую поднимались по такой же лесенке. Такая конструкция позволяла иметь освещение экспозиции дневным светом от двух рядов окон и фонаря в потолке.
На верхнюю площадку башни можно подняться только по системе лестниц на внутреннем фасаде. Сначала по приставной или стационарной деревянной лестнице надо было подняться на стену слева от башни, потом по приставной или стационарной лестнице подняться на крышу сеней, а далее по «пожарной» лестнице проникнуть в одну из «бойниц» парапета. В той же стене ближайшая к башне стеновая ниша была закрыта стенкой. Образовавшееся помещение, существующее до сих пор, имеет свой вход и два сводчатых окна. Кроме того, через его свод была пропущена железная дымовая труба. Вместо старого правого входа в башню, новый был оборудован через заложенную арку стены на правой стороне, которую также частично заняла конструкция подъёма в музей. Этот вход соединялся с ходами и казематами (сейчас его не существует, так как арка была восстановлена). При этом прежний вход в башню тогда же был заложен в прямоугольное окошко. Древний вход, а также вертикальное окошко левее и более крупное сводчатое окно справа, время от времени замуровывались и вскрывались, но используются и в настоящее время.
Музей был открыт в 1896 году. На торжественном открытии музея присутствовал император Николай II с супругой. Напротив Дмитриевской башни, на Благовещенской площади, в 1913 году прошёл большой праздник в честь 300-летия семьи Романовых. У стен кремля прошёл военный парад, а в Спасо-Преображенском соборе был отслужен молебен. Годом позже, в 1914 году, началась Первая мировая война, и от неё воинские подразделения отправились на фронт. Башня в то время функционировала как музей.

## Советский период
В советское время со шпиля башни убрали символ самодержавия — двуглавого орла — и разместили на нём флаг СССР. Его поднимали в торжественных случаях — при проведении праздников и парадов. Кремль был перекрашен в красный цвет.
Музей находился в Дмитриевской башне по 1919 г. Затем экспонаты и картины были вывезены и распределены по другим местам. Некоторые из них уничтожались, как наследие прошлой эпохи. После этого в башне долгое время располагался цех декораций для Театра оперы и балета.
Позднее существование башни оказалось под угрозой — в 1935-1937 годах её планировалось снести при расширении Советской площади. По проекту ленинградского института «Гипрогор» расширенная площадь должна была проходить через кремлёвскую территорию до Дома Советов. Нижегородский кремль воспринимался властями как «памятник алчного феодализма и царского самодержавия», поэтому разрушение «мешающих» стен и «переделанной» башни не вызывало сомнений. Но этому проекту не суждено было сбыться из-за начавшейся войны. Дмитриевская, в отличие от Тайницкой, Северной и Часовой башен, не была задействована в противовоздушной обороне.
В 1953 году башня была отреставрирована, было убрано крыльцо с лестницей. Подъём к верхнему помещению устроили внутри кремля, на месте бывшей городовой лестницы. Деревянные конструкции крыши заменили на металлические, но уже в 1963 году её пришлось менять заново из-за большого пожара. А спустя два года на шпиле башни установили позолоченный герб города — шагающего оленя.

## Современный этап
В 90-е годы помещение Дмитровской башни занимал банк «НКБ-Прогресс». Он же финансировал в 1993 году установление в киоте над воротами иконы основателя Нижнего Новгорода — князя Юрия (Георгия) Всеволодовича. В проезде башни расположились сувенирные лавки, а его печуры были приспособлены под склады, для чего их оборудовали дверями. В заложенной левой нише длительное время находился бар «Подкова», а в следующей, застеклённой, — сувенирная лавка. В 2020 году, в рамках благоустройства Нижегородского кремля к 800-летию города, проезд был освобождён от торговых точек и складов. В заложенной нише расположился «Туристический сервисный центр Нижегородского кремля», а в застеклённой — кафе.
Сейчас между третьим и четвёртым ярусами башни устроено перекрытие и там располагается выставочный зал «Дмитриевская башня», в котором проходят исторические выставки из фондов Музея-заповедника. Поднимаются в музей по лестнице, расположенной на месте бывшей городовой лестницы, попадая в застеклённый отрезок боевого хода и дальше в сени. Этот вход также является и одной из точек, где начинается экскурсионный маршрут по крепостной стене.
Весной 2021 года, наряду с масштабными ремонтными работами по всему кремлю, началась и работа на Дмитриевской башне. Преобразования коснулись только внешнего вида кладки и ремонта различных конструкций; перестройка башни предусмотрена не была.